# Liste der portugiesischen Botschafter in Katar
Die Liste der portugiesischen Botschafter in Katar listet die Botschafter der Republik Portugal in Katar auf. Die beiden Länder unterhalten seit 1982 direkte diplomatische Beziehungen.
Am 4. Dezember 1989 akkreditierte sich der erste portugiesische Vertreter in Katar. Das Land gehört danach weiter zum Amtsbezirk des portugiesischen Botschafters in Saudi-Arabien, der dazu in Katar zweitakkreditiert wurde. 2011 beschloss Portugal schließlich die Eröffnung einer eigenen Botschaft in der katarischen Hauptstadt Doha, die 2015 ihre Arbeit aufnahm.

## Missionschefs
| Name                                          | Bild  | Amtszeit                          | Anmerkungen                                                                                                |
| Katar                                         | Katar | Katar                             | Katar |
| --------------------------------------------- | ----- | --------------------------------- | --- |
| José Manuel Waddington de Matos Parreira      |       | ab 1989                           | Botschafter mit Amtssitz Riad, am 4. Dezember 1989 in Doha akkreditiert                                    |
| José Henrique Barbosa Ferreira                |       | seit 1991                         | Botschafter mit Amtssitz Riad, am 14. November 1991 in Doha akkreditiert                                   |
| Pedro Manuel Sarmento de Vasconcelos e Castro |       | seit 1995                         | Botschafter mit Amtssitz Riad, am 11. April 1996 in Doha akkreditiert                                      |
| Jorge Raúl da Silva Preto                     |       | seit 1999                         | Botschafter mit Amtssitz Riad, am 20. Oktober 1999 in Doha akkreditiert                                    |
| Henrique Manuel Vilela da Silveira Borges     |       | seit 2004                         | Botschafter mit Amtssitz Riad, mit dem diplomatischen Abkommen vom 27. Dezember 2003 in Katar akkreditiert |
| Aristide Alegre Vieira Gonçalves              |       | seit 2008                         | Botschafter mit Amtssitz Riad, am 16. September 2009 in Doha akkreditiert                                  |
| António Manuel Moreira Tânger Corrêa          |       | 18. Oktober 2015 –24. August 2018 | Botschafter mit Amtssitz Doha, am 27. Oktober 2015 akkreditiert                                            |
| Ricardo Eduardo Vaz Pereira Pracana           |       | seit 25. Januar 2019              | Botschafter mit Amtssitz Doha, am 22. April 2019 akkreditiert                                              |